# Australische Cricket-Nationalmannschaft in Indien in der Saison 2013/14
Die Tour der australischen Cricket-Nationalmannschaft nach Indien in der Saison 2013/14 fand vom 10. Oktober bis zum 2. November 2013 statt. Die internationale Cricket-Tour war Bestandteil der Internationalen Cricket-Saison 2013/14 und umfasste sieben ODIs und ein Twenty20. Indien gewann die ODI-Serie 3-2, ebenso wie das Twenty20. Die ODIs Bestandteil der ICC ODI Championship und das Twenty20 Teil der ICC T20I Championship.

## Vorgeschichte
Für beide Mannschaften ist es die erste Tour in dieser Saison. Australien spielte zuvor eine Serie in England, Indien in Simbabwe. Die letzte Tour der beiden Mannschaften fand in der Saison 2012/13 mit einer Test-Serie in Indien statt.

## Stadien
Die folgenden Stadien wurden für die Tour als Austragungsort vorgesehen und am 14. August 2014 bekanntgegeben.
| Stadion   | Stadt                                        | Kapazität | Spiele |
| --------- | -------------------------------------------- | --------- | ------ |
| Bangalore | M. Chinnaswamy Stadium                       | 42.000    | 7. ODI |
| Cuttack   | Barabati Stadium                             | 45.000    | 5. ODI |
| Jaipur    | Sawai Mansingh Stadium                       | 23.185    | 2. ODI |
| Mohali    | Punjab Cricket Association IS Bindra Stadium | 26.000    | 3. ODI |
| Nagpur    | Vidarbha Cricket Association Stadium         | 45.000    | 6. ODI |
| Pune      | Subrata Roy Sahara Stadium                   | 42.000    | 1. ODI |
| Rajkot    | Saurashtra Cricket Association Stadium       | 28.000    | 1. T20 |
| Ranchi    | JSCA International Stadium Complex           | 39.133    | 4. ODI |

## Kaderlisten
Australien benannte seinen Kader am 19. September 2013. Indien benannte seinen Kader am 30. September 2013.
| ODI | ODI | Twenty20 | Twenty20 |
| Indien | Australien | Indien | Australien |
| --- | --- | --- | --- |
| - Mahendra Singh Dhoni (K, wk) - Ravichandran Ashwin - Shikhar Dhawan - Ravindra Jadeja - Virat Kohli - Bhuvneshwar Kumar - Vinay Kumar - Amit Mishra - Suresh Raina - Ambati Rayudu - Mohammed Shami - Ishant Sharma - Mohit Sharma - Yuvraj Singh - Jaydev Unadkat | - George Bailey (K) - Michael Clarke - Nathan Coulter-Nile - Xavier Doherty - James Faulkner - Callum Ferguson - Aaron Finch - Brad Haddin (wk) - Moises Henriques - Phillip Hughes - Mitchell Johnson - Clint McKay - Glenn Maxwell - Adam Voges - Shane Watson | - Mahendra Singh Dhoni (K, wk) - Ravichandran Ashwin - Shikhar Dhawan - Ravindra Jadeja - Virat Kohli - Bhuvneshwar Kumar - Amit Mishra - Suresh Raina - Ambati Rayudu - Mohammed Shami - Ishant Sharma - Mohit Sharma - Yuvraj Singh - Jaydev Unadkat | - George Bailey (K) - Nathan Coulter-Nile - Xavier Doherty - James Faulkner - Aaron Finch - Brad Haddin (wk) - Moises Henriques - Mitchell Johnson - Clint McKay - Nic Maddinson - Glenn Maxwell - Adam Voges - Shane Watson |

## Twenty20 International in Rajkot
| 10. Oktober Scorecard | Rajkot | Australien 201-7 (20)        | – | Indien 202-4 (19.4) |
|                       |        | Indien gewinnt mit 6 Wickets |   |                     |

## One-Day Internationals

### Erstes ODI in Pune
| 13. Oktober Scorecard | Pune | Australien 304-8 (50)          | – | Indien 232 (49.4) |
|                       |      | Australien gewinnt mit 72 Runs |   |                   |

### Zweites ODI in Jaipur
| 16. Oktober Scorecard | Jaipur | Australien 359-5 (50)        | – | Indien 362-1 (43.3) |
|                       |        | Indien gewinnt mit 9 Wickets |   |                     |

### Drittes ODI in Mohali
| 19. Oktober Scorecard | Mohali | Indien 303-9 (50)                | – | Australien 304-6 (49.3) |
|                       |        | Australien gewinnt mit 4 Wickets |   |                         |

### Viertes ODI in Ranchi
| 23. Oktober Scorecard | Ranchi | Australien 295-8 (50) | – | Indien 27-0 (4.1) |
|                       |        | No Result             |   |                   |

### Fünftes ODI in Cuttack
| 26. Oktober Scorecard | Cuttack | Indien         | – | Australien |
|                       |         | Spiel abgesagt |   |            |

### Sechstes ODI in Nagpur
| 30. Oktober Scorecard | Nagpur | Australien 350-6 (50)        | – | Indien 351-4 (49.3) |
|                       |        | Indien gewinnt mit 6 Wickets |   |                     |

### Siebtes ODI in Bangalore
| 2. November Scorecard | Bangalore | Indien 383-6 (50)          | – | Australien 326 (45.1) |
|                       |           | Indien gewinnt mit 57 Runs |   |                       |

## Statistiken
Die folgenden Cricketstatistiken wurden bei dieser Tour erzielt.
| ODIs                | ODIs       | ODIs    | ODIs    | ODIs    | ODIs    | ODIs    | ODIs    | ODIs    |
| Batting             | Batting    | Batting | Batting | Batting | Batting | Batting | Batting | Batting |
| Spieler             | Mannschaft | Spiele  | Innings | Runs    | Average | HS      | 100s    | 50s     |
| ------------------- | ---------- | ------- | ------- | ------- | ------- | ------- | ------- | ------- |
| Rohit Sharma        | Indien     | 6       | 6       | 491     | 122,75  | 209     | 2       | 1       |
| George Bailey       | Australien | 6       | 6       | 478     | 95,60   | 156     | 1       | 3       |
| Virat Kohli         | Indien     | 6       | 5       | 344     | 114,66  | 115*    | 2       | 2       |
| Shikhar Dhawan      | Indien     | 6       | 6       | 284     | 56,80   | 100     | 1       | 2       |
| Glenn Maxwell       | Australien | 6       | 6       | 248     | 41,33   | 92      | 0       | 3       |
| Bowling             |            |         |         |         |         |         |         |         |
| Spieler             | Mannschaft | Spiele  | Overs   | Wickets | Average | BBI     | 5W      | 10W     |
| Ravichandran Ashwin | Indien     | 6       | 56      | 9       | 37,22   | 2/51    | 0       | 0       |
| Ravindra Jadeja     | Indien     | 6       | 60      | 8       | 41,87   | 3/73    | 0       | 0       |
| Vinay Kumar         | Indien     | 5       | 43.3    | 8       | 43,12   | 2/50    | 0       | 0       |
| Mohammed Shami      | Indien     | 3       | 24.1    | 7       | 22,85   | 3/42    | 0       | 0       |
| Mitchell Johnson    | Australien | 5       | 41.1    | 7       | 33,42   | 4/46    | 0       | 0       |
| James Faulkner      | Australien | 6       | 44.3    | 7       | 45,71   | 3/47    | 0       | 0       |

| Twenty20            | Twenty20   | Twenty20 | Twenty20 | Twenty20 | Twenty20 | Twenty20 | Twenty20 | Twenty20 |
| Batting             | Batting    | Batting  | Batting  | Batting  | Batting  | Batting  | Batting  | Batting  |
| Spieler             | Mannschaft | Spiele   | Innings  | Runs     | Average  | HS       | 100s     | 50s      |
| ------------------- | ---------- | -------- | -------- | -------- | -------- | -------- | -------- | -------- |
| Aaron Finch         | Australien | 1        | 1        | 89       | 89,00    | 89       | 0        | 1        |
| Yuvraj Singh        | Indien     | 1        | 1        | 77       |          | 77*      | 0        | 1        |
| Nic Maddinson       | Australien | 1        | 1        | 34       | 34,00    | 34       | 0        | 0        |
| Shikhar Dhawan      | Indien     | 1        | 1        | 32       | 32,00    | 32       | 0        | 0        |
| Virat Kohli         | Indien     | 1        | 1        | 29       | 29,00    | 29       | 0        | 0        |
| Bowling             |            |          |          |          |          |          |          |          |
| Spieler             | Mannschaft | Spiele   | Overs    | Wickets  | Average  | BBI      | 5W       | 10W      |
| Vinay Kumar         | Indien     | 1        | 4        | 3        | 8,66     | 3/26     | 0        | 0        |
| Bhuvneshwar Kumar   | Indien     | 1        | 4        | 3        | 11,66    | 3/35     | 0        | 0        |
| Clint McKay         | Australien | 1        | 4        | 2        | 25,00    | 2/50     | 0        | 0        |
| Ravindra Jadeja     | Indien     | 1        | 4        | 1        | 23,00    | 1/23     | 0        | 0        |
| Xavier Doherty      | Australien | 1        | 3        | 1        | 24,00    | 1/24     | 0        | 0        |
| Nathan Coulter-Nile | Australien | 1        | 4        | 1        | 44,00    | 1/44     | 0        | 0        |

## Auszeichnungen

### Player of the Series
Als Player of the Series wurden die folgenden Spieler ausgezeichnet.
| Serie | Player of the Series |
| ----- | -------------------- |
| ODI   | Rohit Sharma         |

### Player of the Match
Als Player of the Match wurden die folgenden Spieler ausgezeichnet.
| Spiel  | Player of the Match |
| ------ | ------------------- |
| 1. T20 | Yuvraj Singh        |
| 1. ODI | George Bailey       |
| 2. ODI | Rohit Sharma        |
| 3. ODI | James Faulkner      |
| 6. ODI | Virat Kohli         |
| 7. ODI | Rohit Sharma        |